# Новая Москва (фильм)
«Но́вая Москва́» («Пе́сня о Москве́», «Весёлая Москва́») — советский фильм Александра Медведкина о сталинской реконструкции Москвы, который на экраны не вышел.

## Сюжет
«Эксцентрическая комедия о путешествии в Москву юного конструктора Алёши, сделавшего „живой“ макет будущей столицы. Коллизию фильма составляют любовные перипетии героя, встретившего в Москве свою любовь, Зою, а также лирико-комической пары, художника Феди и свинарки Оли, на фоне тотальной реконструкции Москвы».

## В ролях
| Актёр                     | Роль                                                  |
| ------------------------- | ----------------------------------------------------- |
| Даниил Сагал              | конструктор Алексей Коноплянников                     |
| Нина Алисова              | Зоя Новикова                                          |
| Павел Суханов             | художник Федя Утин                                    |
| Мария Барабанова          | студентка Тимирязевской академии Оля                  |
| Мария Блюменталь-Тамарина | бабушка                                               |
| Николай Пажитнов          | инженер-гидролог Миша Кожевников (В титрах не указан) |
| Александр Граве           | студент (В титрах не указан)                          |
| Иван Аркадин              | врач-педиатр (В титрах не указан)                     |
| клоун Карандаш            | камео (В титрах не указан)                            |
| Елена Ануфриева           | сестра бабушки (В титрах не указана)                  |
| Михаил Державин           | распорядитель в выставочном зале (В титрах не указан) |
| Алексей Алексеев          | инженер (В титрах не указан)                          |
| Нина Зорская              | девушка (В титрах не указана)                         |
| Лидия Смирнова            | девушка (В титрах не указана)                         |

## Съёмочная группа
- Автор сценария — Александр Медведкин
- Режиссёр — Александр Медведкин
- Оператор — Игорь Гелейн
- Художник — Валентин Кадочников
- Художник — Андрей Осипович Никулин
- Композитор — Владимир Юровский
- Автор текстов песен — Михаил Исаковский
- Звукорежиссёр — Евгений Нестеров

## Отзывы
По словам Ивана Дыховичного: «Я очень советую посмотреть фильм „Новая Москва“ — это картина выдающегося, великого русского режиссёра Александра Медведкина. <…> Это был человек, который безмерно любил это пространство, этот город, эту страну. Картина <…> уникальна. В этом фильме предлагается некое архитектурное будущее Москвы. Будущее это не понравилось Сталину, и он картину запретил. Но сейчас у нас есть возможность посмотреть эту любопытнейшую ленту. К тому же там играют Даниил Сагал, знаменитый по тем временам человек, Нина Алисова, которая играла в „Бесприданнице“, и так далее, один актёр лучше другого».

## DVD
В 2000-е годы фильм выпущен компаниями «Мастер Тэйп» и «Восток В».